# Burg Rockenberg
Die Burg Rockenberg, selten auch Rockenburg, ist eine Höhenburg auf einem kleinen Bergvorsprung am Rand des alten Ortskerns der heutigen Gemeinde Rockenberg im Wetteraukreis in Hessen.

## Geschichte
Rockenberg wurde erstmals 1191 urkundlich erwähnt.
(Nach der Quelle Statistisch-topographisch-historische Beschreibung des Großherzogthums Hessen von Georg Wilhelm Justin Wagner – Grossherzoglich hessischem Geometer – Dritter Band, Provinz Oberhessen, Darmstadt 1830 über Rockenberger Personen in Urkunden, S. 240:) Von der Ritterfamilie, die sich nach Rockenberg benannte, kommen folgende namentlich in Urkunden vor: Henricus de Rocgenberc, 1229. 1237. Johannes de Rochenburg 1324–1326. Herr Johann von Rockenberg, der Vater des Ritters Wernher von Rockenberg, 1329. 1334.
Die Burg wurde vermutet möglicherweise zu Beginn des 14. Jahrhunderts von Ritter Johannes von Bellersheim erbaut, der sich zunehmend von Rockenberg nannte. Die Erbauungszeit des Wohnturms konnte dendrochronologisch auf 1317 bestimmt werden. Zu Beginn des 15. Jahrhunderts wurde die Burg möglicherweise im Rahmen von Bauarbeiten an einer Dorfbefestigung erweitert.
Nach mehreren Besitzerwechseln bis zum 17. Jahrhundert wurde die Burg als Wohnsitz aufgegeben. Vermutlich diente sie danach längere Zeit als Stall- und Lagerfläche. Zu Beginn des 18. Jahrhunderts musste die Ostmauer der Burganlage einem repräsentativen Bauwerk weichen, das als Amts- und Verwaltungssitz der kurmainzischen Kellerei Rockenberg diente, dem heute so genannten „Roten Haus“.
Im 19. Jahrhundert gelangte die Burg zunächst in den Besitz des Hessen-Darmstädtischen Beamten Freiherr von Wiesenhütten, dessen Hauptsitz im benachbarten Nieder-Weisel lag. Er ließ in der Burg unter anderem eine Branntweinbrennerei betreiben. Nach 1860 in Familienbesitz des Hessen-Darmstädtischen Hauses, wurde sie zum Hofgut. 1909 wurde sie an die Ortsgemeinde Rockenberg verkauft, die die zur Burg gehörigen Ländereien an Ortsbauern verkaufte oder verpachtete und die südliche Burganlage als Bauplätze für Privatbauten vergab. Nach dem Ersten Weltkrieg wurde die Burg kurzzeitig von der nahegelegenen Garnison Butzbach als Pferdelazarett genutzt. Bald darauf gelangte die Burg wieder in Staatsbesitz. Während des Zweiten Weltkrieges wurde sie zeitweilig militärisch genutzt. Planungen, die weitreichende unterirdische Bunkeranlagen vorsahen, kamen nicht zur Ausführung. Im Innern des Wohnturmes wurden jedoch umfangreiche Baumaßnahmen vorgenommen, unter anderem der Einbau einer Treppenanlage, der die spätgotische Burgkapelle zum Opfer fiel.
Nach dem Zweiten Weltkrieg diente die Burg vorübergehend als Flüchtlingswohnheim. Danach wurde und wird die Burg, die 1985–87 renoviert wurde und seit jüngster Zeit wieder in Besitz der Gemeinde Rockenberg ist, vorwiegend zu gemeindlichen Zwecken genutzt, als Sitzungssaal des Gemeindeparlaments, als Hochzeitshaus, zeitweilig als Jugendtreff, für Ausstellungen, Vorträge und Schulungen sowie als Gemeindearchiv und jedes Jahr auch als Austragungsort des Finales des Vorlesewettbewerbes der Rockenberger Grundschule (Sandrosenschule). Das ehemalige kurmainzische Kellereigebäude wurde als Wohn- und Geschäftshaus, zeitweilig auch als Polizeistation genutzt, neuerdings als Gastronomiebetrieb.

## Beschreibung
Burg Rockenberg ist eine rechteckige Burganlage mit ursprünglich vier Rundtürmen. An zwei Seiten sind die hohen Umfassungsmauern mit runden Ecktürmen erhalten geblieben und ein dritter steht frei auf der Gegenseite. In der Mitte des Burghofes steht ein wohnturmähnlicher Palas.

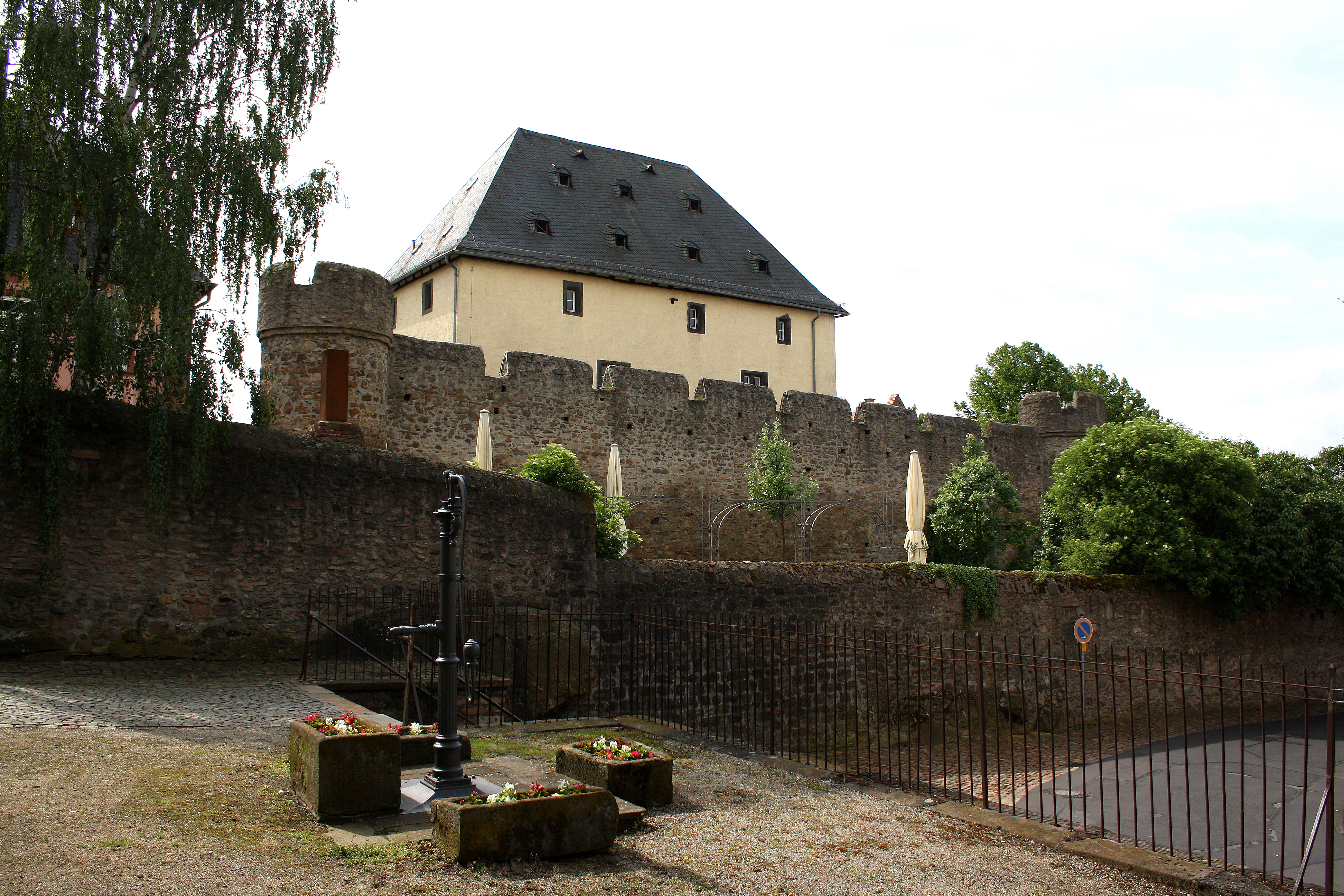
Umfassungsmauer mit Wohnturm (2010)
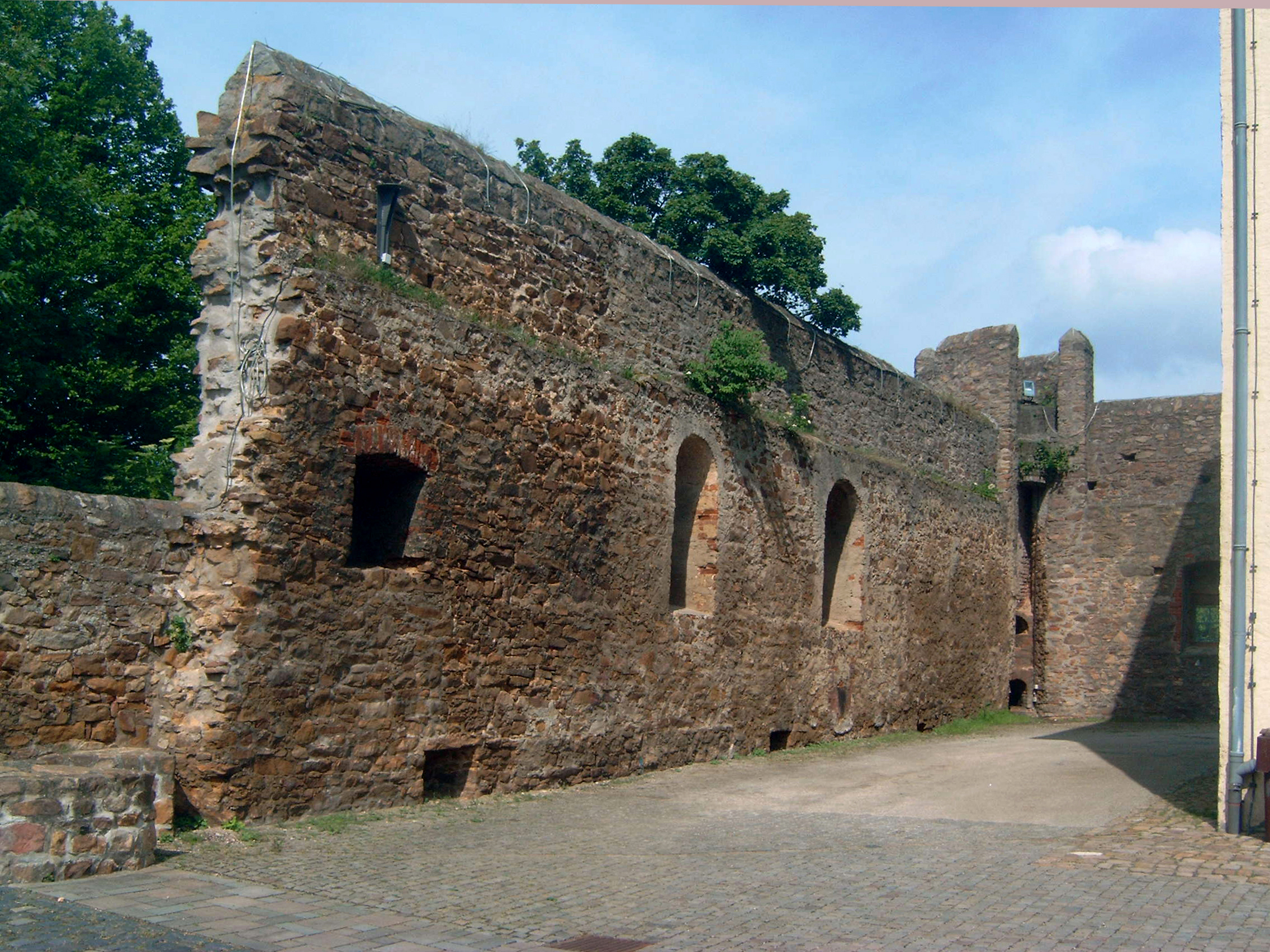
Innere der Umfassungsmauer (2010)
Wohnturm aus dem 14. Jahrhundert (2010)
Freistehender Rundturm (2010)